# Archiveus
Archiveus — це зловмисне програмне забезпечення для операційної системи Microsoft Windows, яке використовувалося як засіб здирництва й належть до декількох родин зловмисного ПЗ одночасно, а саме — до троянів, файлових вірусів і здирницьких програм. Воно зашифровує файли користувача та змушує його придбати щось на деякому сайті, щоб отримати пароль для дешифрування файлів.
У травні 2006 року, було повідомлено, що парольний захист Archiveus був зламаний і пароль для відновлення уражених файлів — mf2lro8sw03ufvnsq034jfowr18f3cszc20vmw.

## Виноски
1. ↑  BBC News (1 червня 2006). Extortion virus code gets cracked. Архів оригіналу за 11 жовтня 2013. Процитовано 4 вересня 2013. (англ.)